# Czárán Emánuel
(seprősi) Czárán Emánuel (Seprős, 1813 – Arad, 1885. augusztus 9.) ügyvéd, író.

## Családja
Az erdélyi nemesi örmény Czárán  család leszármazottja.   Az Arad vármegyei Seprősőn született. Czárán Gyula nagybátyja. Középiskoláit Szeged végezte, majd a pesti egyetemen bölcseletet és jogot hallgatott.

## Élete
A pozsonyi országgyűlésen 1831–1836-ig jurátus volt és közben ügyvédi oklevelet nyert. 1840-től kezdve seprősi jószágán gazdálkodott és Arad megye törvényhatósági bizottságának tagja volt.

## Munkái
- Megygyes, vagy is a fonnyasztó szerelem. Eredeti magyar román. Pozsony. 1833